# کیکاوس پادوسپانی
استندار کیکاووس بیستمین فرمانروای دودمان پادوسپانیان بود که میان سال‌های ۵۳۵ تا ۵۷۲ هجری در رویان و از ۵۳۲ تا ۵۷۲ در دیلمستان حکومت داشت.

## زندگی‌نامه
پدر کیکاووس، هزاراسپ یکم، پیشتر استندار پادوسپانیان بود و مادرش خواهر کیا بزرگ امید، حاکم اسماعیلیان الموت، بوده‌اند.
کیکاووس پس از آن که برادرش، شهرنوش، به عنوان جانشین هزاراسپ به تخت نشست، از رویان گریخته و به دربار شاه غازی رستم، اسپهبد باوندیان، پناه برد. کیکاووس علی‌رغم این که خواهرزادهٔ کیا بزرگ بود، در لشکرکشی‌های شاه غازی به الموت شرکت داشت و در سرکوب اسماعیلیه نقش داشت. با درگذشت کیا بزرگ در ۲۶ جمادی‌الآخر ۵۳۲، شاه غازی به کیکاووس کمک کرد تا دیلمستان را تصرف کند و در ازای حکومت دیلم، باجی برای او مقرر نمود. این در حالی بود که هنوز شهرنوش در رویان حکومت داشت و او نیز تابع شاه غازی رستم بود.
در سال ۵۳۵ هجری (سه سال پس از قدرت گرفتن کیکاووس در دیلم)، شهرنوش درگذشت و پس از او، ناماورک ادعای حکومت کرد. کیکاووس با اطلاع از این رخداد به رویان رفت و ناماورک را دستگیر کرده و به زندانی در قلعهٔ نور فرستاد و از سرنوشت نماور دیگر اطلاعی در دست نیست. کیکاووس پس از آن شخصاً در رویان حضور یافته و نایبی به جای خود در دیلم تعیین نمود.
کیکاووس همچنان در تابعیت شاه غازی رستم باوندی بود و در اروکشی‌ها و نبردها او را همراهی می‌کرد. پس از مدتی فخرالدوله گرشاسپ کبودجامه به او پیشنهاد داد برای خلاصی از لشکرکشی‌های پی در پی برای شاه غازی، علیه او متحد شده و شورش کنند. قرار شد کیکاووس به آمل در غرب و گرشاسپ به استرآباد در شرق طبرستان حمله کنند تا شاه غازی در میانهٔ این دو بماند و در زحمت افتد. کیکاووس پس از کسب موافقت قاضی رویان، شهر آمل را بگرفت و در روستای خراط کلاته کوشک شاه غازی را سوزاند. شاه غازی خود به سرکوب کبودجامه عازم شد و لشکری را به فرماندهی پسرش حسن، به رویان فرستاد. حسن شکست خورد. خورشید مامطیری در این نبرد برای کیکاووس جاسوسی می‌کرده.
پس از شکست حسن، شاه غازی شخصاً در رأس ارتشی به رویان رفت و در نبردی تنگاتنگ پیروز شد. کیکاووس که متوجه شکست خود شد، اظهار پشیمانی کرد و قاضی رویان و گرشاسپ کبودجامه‌ای را مقصر دانست. اسپهبد شاه‌غازی گفت «کیکاووس فرزند من است» و او را بخشید. کیکاووس سریعاً با ارتشی به شرق تاخت تا شخصاً گرشاسپ را سرکوب کند و توانست او را با زبان خوش از دژ به زیر بکشد.
در سال ۵۵۸ هجری شاه غازی بر اثر نقرس درگذشت و علاءالدوله حسن به حکومت باوندیان رسید. کیکاووس با او هم روابط حسنه ایجاد کرد. حسن املاک بسیاری را به کیکاووس بخشید و در ۵۶۷ به دست غلامان خود به قتل رسید. پس از او، اردشیر یکم توانست حکومت باوندیان را به دست آورد. اردشیر، کیکاووس را «پدر» می‌خواند و بدون مشورت با او کاری نمی‌کرد. خوارزمشاهیان با اطلاع از درگذشت حسن باوندی به قلمرو او تعرض نمودند. خوارزمشاه مؤید آیبه به اردشیر نامه نوشت و گفت در عوض سپردن شهرهای غرب تمیشه (شامل گلستان امروزی)، برای اردشیر شمشیر خواهد زد. اردشیر سریعاً با کیکاووس مشورت نمود و پاسخ منفی روانه کردند. مؤید هم در تسخیر بیرون تمیشه ناموفق ماند و به خراسان بازگشت.
کیکاووس در سال‌های پایانی عمرش در جواب درشتی‌های اردشیر مدارا می‌نمود. پیش از مرگ کیکاووس، پسر و ولیعهدش به نام جستان درگذشت و کیکاووس از اردشیر درخواست کرد حکومت پسر خردسال جستان، زرین‌کمر، را به‌رسمیت شناخته و دخترش را به ازدواج او درآورد. کیکاووس نهایتاً در سال ۵۷۲ هجری درگذشت.